# 나이트로메테인
나이트로메테인(nitromethane)은 메틸기와 나이트로기가 붙은 나이트로 화합물이다. 살생물제 등의 합성 원료로 쓰인다.